# Hotel Regina (Wengen)

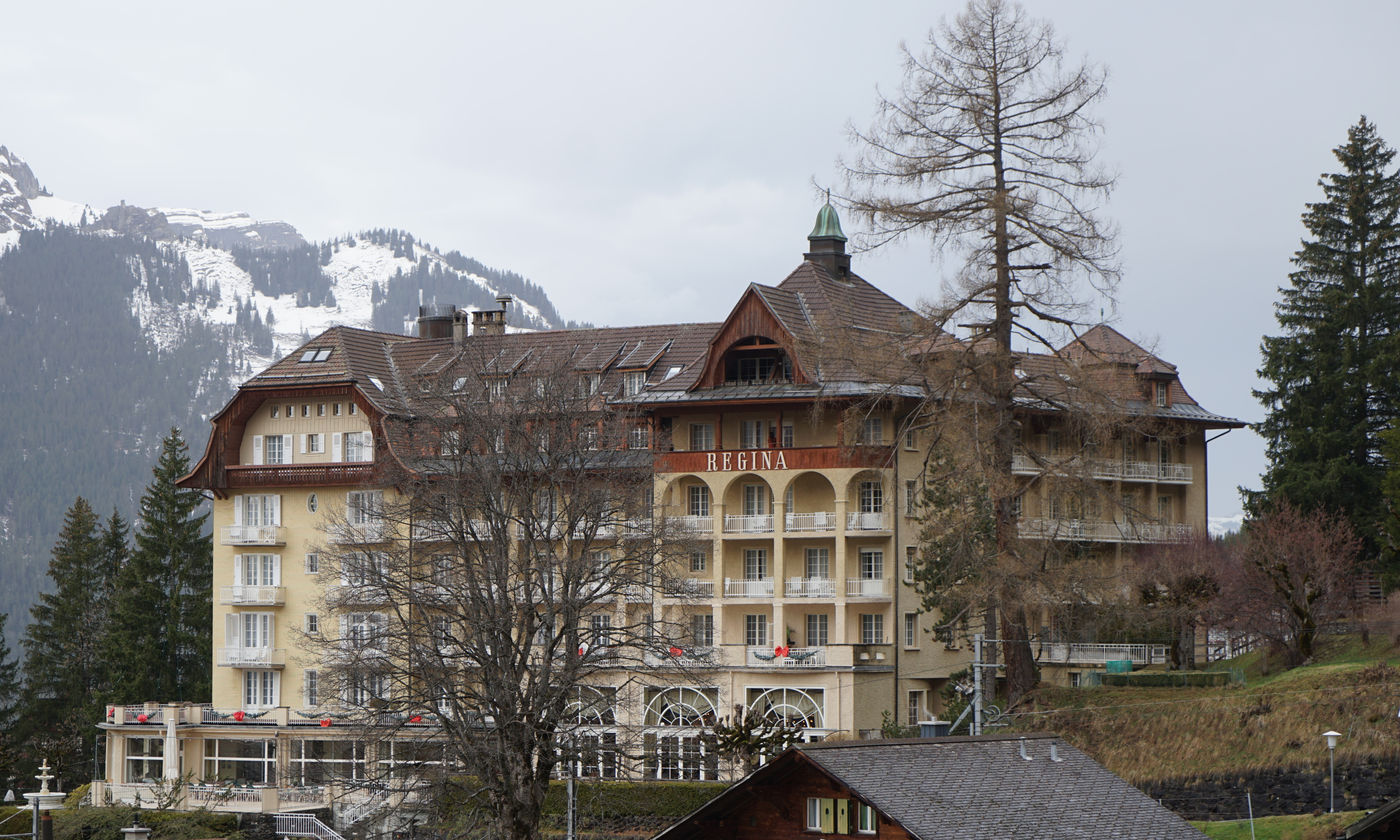
Hotel Regina, 2023

Das Hotel Regina in Wengen im Schweizer Kanton Bern wurde 1912 (nach Eigenangabe 1894) errichtet. Der frühe grosse Hotelbau im Heimatstil gilt als bedeutend und ortsbildprägend.
Der stattliche Heimatstilbau liegt an erhöhter Stelle und ist im ganzen Dorf Wengen sichtbar. Die Hauptfassade ist nach Süden orientiert und bietet einen Blick auf Jungfrau, Silberhorn und das Lauterbrunnental.

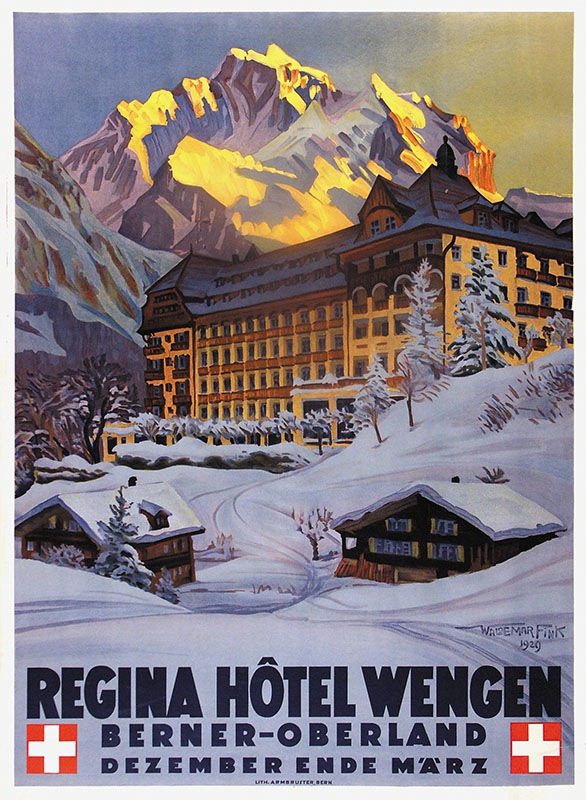
Werbeplakat von Waldemar Fink, 1929

Der gemischt konstruierte Baukörper mit fünf Geschossen trägt ein Mansarddach mit zwei Dachgeschossen. Im Erdgeschoss ist eine Veranda angebaut. Der Ostflügel wird durch Loggien und einen Dachreiter geprägt. Die Balkons verschiedener Typen mit haben noch die schmiedeeiserne Brüstung aus der Erbauungszeit. Das neugotische Cheminée des Salons ist eindrücklich reliefiert und zeigt Löwenköpfe. Auf der Nordseite kragt ein jüngerer Glaserkeranbau stark vor. Vor der Hauptfassade wurde 2007/2008 ein neuer Zugang mit Freitreppe erstellt.
Das Gebäude wurde 2013 in das Bauinventar der Denkmalpflege des Kantons als erhaltenswert aufgenommen.

## Belege
1. 1 2 3  Denkmalpflege des Kantons Bern: Lauterbrunnen. Schonegg 1347a, 3823 Wengen. In: Bauinventar des Kantons Bern. Abgerufen am 10. März 2024.

Koordinaten: 46° 36′ 17,2″ N, 7° 55′ 23,3″ O; CH1903: 637121 / 161616